# Архелай Македонський
Архелай (дав.-гр. Άρχέλαος, лат. Archelaus) — македонський цар, що правив в 413 - 399 р. до н. е.

## Біографія
Архелай був незаконним сином царя Пердікка II від рабині Сіміхі. Платон так розповів про захоплення Архелаєм влади:

"Він не мав ані найменших прав на владу, якій нині володіє, тому що народився від рабині Алкета, брата Пердікка, і, розмірковуючи по справедливості, сам був Алкетовим рабом, а якби побажав дотримуватися справедливість, то й понині залишався б у рабстві у Алкета …. Почав він з того, що запросив до себе пана свого і стрия [Алкета], пообіцявши повернути йому владу, якої того позбавив Пердікка, і, напоївши гостей доп'яна — і самого Алкета, і сина його Олександра, свого двоюрідного брата і майже ровесника, — звалив обох на віз, вивіз серед ночі в полі і зарізав, а трупи зникли безслідно. Зробивши таку несправедливість, він навіть не помітив, що став нещасний з людей, і ніякого каяття не відчував, а трохи згодом не побажав стати щасливим, тому що не виховав у згоді зі справедливістю свого брата, хлопчика років семи, законного сина Пердікка, і не передав йому владу, яка того належала по справедливості, але втопив дитину в криниці, матері ж його, Клеопатрі, оголосив, що той ганявся за гусаком, впав у воду і захлинувся. "

Закон або звичай престолонаслідування не дотримувався у македонців, не був освячений релігією. Однак син рабині Архелай, безчесно захопивши царство, виявився здатним государем. Архелай побудував багато фортець і укріплень, велів прокласти прямі дороги і провів різні перетворення для поліпшення військової справи. При цьому для підготовки македонського війська і військового спорядження, Архелай зробив більше, ніж всі попередні йому царі.
У 410 до н. е. він осадив Підну, і після здачі переніс місто на 3 км від моря, щоб легше було утримувати його в своїй владі, адже Македонія не мала у своєму розпорядженні флоту. Було захоплене місто Ларісса в Фессалії на півночі Еллади. Велася нескінченна війна з племенами з Верхньої Македонії. З Афінами, ослабленими після сицилійської катастрофи і не представляли небезпеки для Македонії, Архелай підтримував добросусідські відносини, в першу чергу виразилися в організації торгівлі між обома країнами. З Македонії афіняни отримували продукти тваринництва, землеробства, метали та смолу. Крах сицилійської експедиції і загибель флоту викликали велику потребу в будматеріалах. Архелай в зв'язку з цим відпускав афінянам велика кількість кораблебудівного лісу. Афінські народні збори висловило подяку Архелаю за його заслуги перед Афінами і присвоїло йому і спадкоємцям титул «проксен».
Архелай запрошував до Македонії найосвіченіших людей Греції: архітекторів, музикантів, письменників і поетів, лікарів, філософів, істориків і військових фахівців. Відомо, що серед них були Евріпід, поет Агафон, історик Фукідід та інші. Син знаменитого Гіппократ а довгий час був в Македонії царським лікарем. Грецькі архітектори побудували Архелаю величний палац у Пелле, новій столиці Македонії. Художник Зевксис, який перебував при македонському дворі, створив чудові твори, що прикрашали резиденцію македонського правителя та приваблювали до столиці Македонії багато іноземців. Сократ говорив про Архелай, що до нього їздять не заради його самого, а заради того, щоб подивитися на його палац, на який він витратив 400 мін, тоді як на власну освіту він нічого не витратив. У Македонії Евріпід знаходився близько півтора років, до своєї смерті в 406 до н. е.. Користувався великою повагою царя і навіть займав офіційну посаду. З «висловів» Плутарха: « Архелай на бенкеті, коли один з найкращих його застольніков попросив у нього золоту чашу, велів рабові піднести її Еврипіду; а у відповідь на здивування випрошував сказав: 'Тобі личить просити, а Еврипіду — отримувати без прохання '».
Діодор пише, що Архелай був випадково поранений на полюванні своїм коханцем Кратером і помер, хоча Аристотель вважав, що Архелай став жертвою змови:

" Часто замаху вчиняються через те, що деякі з монархів зганьбили людини плотської зв'язком. Таке замах Кратера на Архелая. Кратер завжди обтяжувався цією зв'язком, так що виявилося досить нікчемного приводу, а саме: той обіцяв видати за нього одну зі своїх дочок, але обіцянки свого не дотримав … однак головною причиною неприязного ставлення Кратера до Архелаю таки послужило те, що він обтяжувався любовної зв'язком з ним. До цієї змови з тієї ж причини примкнув і Гелленократ з Ларісса. Архелай користувався його молодістю, але не дотримав своєї обіцянки і не повернув його на батьківщину; тоді той вирішив, що Архелай складався з ним у зв'язку не по любовному захопленню, а просто проявляючи свою нахабність … Керував замахом на Архелая Декамніх; він перший налаштовував проти нього змовників; причиною його гніву було те, що Архелай видав його для бичування поетові Еврипіду. "

Платон дотримується 3-й версії, найбільш правдоподібною: змовники вбили царя заради влади і проголосили Кратера царем, але через кілька днів він сам був убитий іншим змовником.
Престол Македонії успадкував син Архелая Орест, який був ще дитиною.